# Hòa ước Roskilde
Hòa ước Roskilde là hòa ước được ký tại thành phố Roskilde (Đan Mạch) ngày 26.2.1658 theo lịch Julius (8 tháng 3 theo lịch Gregory), giữa một bên là Thụy Điển và bên kia là Đan Mạch, và là hậu quả của Cuộc chiến tranh Thụy Điển - Đan Mạch (1657 - 1658). Hòa ước này được thương thuyết tại nhà mục sư chính xứ Høje Tåstrup (ngoại ô Copenhagen) ngày 18 tháng 2 năm 1658 và Hiệp ước sơ bộ được ký cùng ngày tại đây (nhưng Hòa ước chính được ký tại Roskilde).

## Bối cảnh
Thời đó, Thụy Điển đang có một cuộc chiến tranh với Ba Lan (1655-1660) và một cuộc chiến tranh với Nga (1656-1661). Vua Frederik III của Đan Mạch thấy có cơ hội tấn công Thụy Điển để lấy lại các phần đất đã nhượng cho Thụy Điển theo Hòa ước Brömsebro ngày 13 tháng 8 năm 1645.
Ngày 1 tháng 6 năm 1657, Frederik III tuyên chiến với Thụy Điển, nhưng mãi tới ngày 20 tháng 6 năm 1657 vua Karl X Gustav của Thụy Điển mới nhận được chiến thư tại thành phố Torun (nay thuộc Ba Lan). Karl X Gustav liền dẫn quân đi bộ tốc hành vòng từ phía nam qua Holstein lên tấn công và chiếm bán đảo Jutland của Đan Mạch. Ngày 24 tháng 10 năm 1657, quân Thụy Điển tấn công và chiếm pháo đài Frederiksodde (tại Fredericia, đông nam Jutland), giết hơn 1.000 quân Đan Mạch và cầm tù khoảng hơn 2.000 quân nữa. Ngày 30 tháng 1 năm 1658, Karl X Gustav dẫn 9.000 kỵ binh và 3.000 bộ binh đi bộ qua Eo biển Lillebælt bị đóng băng, sang cướp phá đảo Fyn. Sau đó đi bộ tiếp qua các eo biển bị đóng băng sang đảo Tåsinge, Langeland, Lolland, Falster rồi vào miền nam đảo Zealand, tiến lên uy hiếp Copenhagen. Ngày 15 tháng 2 năm 1658, quân Thụy Điển tới cách Copenhagen 20 km. Chính phủ Đan Mạch hoảng loạn, liền xin giảng hòa. Hai bên thương thuyết tại Høje Tåstrup ngày 18 tháng 2 năm 1658 và chính thức ký Hòa ước tại Roskilde ngày 26 tháng 2 năm 1658.
Điều mà tình báo của Thụy Điển được biết - nhưng Đan Mạch không biết - là Áo và Phiên bá quốc Brandenburg (thuộc Đế quốc La Mã Thần thánh) đã quyết định gửi 23.000 quân sang để hỗ trợ Đan Mạch chống Thụy Điển, nên Thụy Điển đã gấp rút thương lượng và giảm bớt đòi hỏi để nhanh chóng đạt được thỏa thuận có lợi cho mình.

## Các điều khoản chính của Hòa ước Roskilde
- Đan Mạch nhượng tức khắc vùng Scania (Skåne), Blekinge và đảo Bornholm cho Thụy Điển
- Đan Mạch nhượng vĩnh viễn vùng Halland cho Thụy Điển (trước đó đã tạm nhượng 30 năm cho Thụy Điển theo Hòa ước Brömsebro ngày 13 tháng 8 năm 1645)
- Na Uy (đồng minh của Đan Mạch) nhượng vùng Bohuslän và Trondeheim cho Thụy Điển
- Đan Mạch từ bỏ mọi liên minh chống Thụy Điển
- Đan Mạch phải ngăn chặn mọi tàu thù địch với Thụy Điển đi qua các eo biển của mình vào Biển Baltic
- Đan Mạch trả lại mọi tài sản cho công tước Holstein - Gottrop (đồng minh của Thụy Điển mà trước đó Đan Mạch đã tịch thu)
- Đan Mạch trả chi phí cho đội quân Thụy Điển chiếm đóng Đan Mạch
- Đan Mạch sẽ cung cấp binh lính cho Karl X Gustav trong các cuộc chiến tranh với nước ngoài

## Hậu quả
Hậu quả của Hòa ước Roskilde là Đan Mạch bị mất gần phân nửa lãnh thổ. Tuy nhiên chỉ 6 tháng sau, Thụy Điển lại tiến hành một cuộc chiến tranh khác chống Đan Mạch tới năm 1660 mới kết thúc bằng Hòa ước Copenhagen.

## Liên kết nngoài
- http://da.wikisource.org//wiki/Freden_i_Roskilde
- http://roskildefreden.dk